# Xã Willis, Quận Ward, Bắc Dakota
Xã Willis (tiếng Anh: Willis Township) là một xã thuộc quận Ward, tiểu bang Bắc Dakota, Hoa Kỳ. Năm 2010, dân số của xã này là 106 người.